# Peyreleau
 Peyreleau  (en occitano Peiralèu) es una población y comuna francesa, situada en la región de Mediodía-Pirineos, departamento de Aveyron, en el distrito de Millau. Es el chef-lieu del cantón de Peyreleau, aunque es la comuna menos poblada del mismo.

## Demografía
| 139 | 95 | 110 | 100 | 77 | 70 |
| Para los censos de 1962 a 1999 la población legal corresponde a la población sin duplicidades (Fuente: INSEE [Consultar]) |    |     |     |    |    |